# Зверев, Максим Дмитриевич
Макси́м Дми́триевич Зве́рев (Пустой шаблон {{ВД-Преамбула}} ) — советский учёный, заложивший основы териологии в Западной Сибири, позже — писатель-натуралист, автор книг о природе, животных, изданных в странах СНГ, а также во Франции, Англии, Испании, Польше, Германии, на Кубе и в других странах мира. Народный писатель Казахской ССР, лауреат Государственной премии Казахстана (дважды), кавалер четырёх орденов, член бюро Совета старейшин и член Правления Союза писателей Казахстана.

## Биография
Родился 29 октября 1896 года в г. Барнауле, в семье сосланного за покушение на Александра III Дмитрия Ивановича Зверева. Его мать, Мария Фёдоровна, была фельдшером. Детство и юность писателя прошли на берегу реки Оби, среди живописной алтайской природы; вся обстановка способствовала сближению мальчика с ней.
После окончания реального училища в 1916 году Зверев непродолжительное время работал в Бобровском лесничестве, затем поступил в Московский политехнический институт, но в связи с начавшейся войной был зачислен в Алексеевское военное училище. В 1917 году в чине прапорщика заведовал станцией Барнаул. В том же году в газете «Алтайский край» опубликовал свой первый рассказ «Охота на волков» (о совместных с отцом охотничьих походах).
После демобилизации работал лесным техником в селе Ребриха Алтайского края. Во время наступления Колчака вновь был мобилизован и работал помощником коменданта станций Алтайская и Томск. В 1919 году перешёл на сторону Красной Армии и был назначен военным диспетчером всей Томской железной дороги. В конце 1920 года был демобилизован и направлен на учёбу в Томский университет на естественное отделение. Первую научную работу «Определитель хищных птиц Сибири» опубликовал в 1923 г., будучи студентом 3 курса. После окончания университета становится профессиональным зоологом. Трудовую деятельность начал в Сибирском институте защиты растений.

### Научная деятельность
М. Д. Зверев посвятил науке 25 лет: участвовал в многочисленных экспедициях, вёл самостоятельные наблюдения в поле. Опубликовал более ста научных работ, три монографии и более 20 научно-популярных книг, создал основы териологии (науки о млекопитающих) в Западной Сибири. Был доцентом Томского, а затем Казахского университетов.
В Новосибирске возглавлял отдел позвоночных животных Сибирского института защиты растений, помогал открытию и становлению его филиалов в Иркутске и Красноярске. Максима Дмитриевича считают основоположником сельскохозяйственной зоологии в Сибири. Под его руководством проходили практику будущие видные учёные: И. А. Долгушин, В. Н. Скалон, А. А. Слудский, ставшие основателями зоологической науки в Казахстане.
В начале 1930-х на базе агробиостанции (ул. Нарымская, 2) в Новосибирске, основал зоосад и стал его научным руководителем, создал первую в Сибири станцию юннатов. Одним из первых юннатов Зверева был Е. В. Гвоздев, ставший впоследствии крупнейшим учёным, доктором наук, академиком АН РК, вице-президентом Академии наук Казахстана.
В 1937 году на основе зоосада при участии Зверева была создана Западносибирская краевая детская техническая и сельскохозяйственная станция. Позже этот зоосад стал Новосибирским зоологическим садом.
Как бывшего прапорщика царской армии в 1933 году Зверева должны были арестовать. Но его начальник Алтайцев приложил немало усилий, чтобы ученый остался на свободе. Алтайцеву удалось убедить начальство ОГПУ в том, что Зверев — единственный наличный специалист-зоолог своего направления, и без него работа зоосада развалится. По документам Зверева «зачислили» в ГУЛАГ, но позволили работать в зоосаде и проживать дома. При этом Зверев отдавал свою зарплату государству. По официальной справке М. Д. Зверев был арестован 20 января 1933 г. и осуждён Коллегией ОГПУ 5 августа 1933 г. по ст. 58-2 (вооружённое восстание) УК РСФСР и приговорён к 10 годам лишения свободы. Освобождён из Томского отделения Сиблага 29 января 1936 г. Реабилитирован определением Военной Коллегии Верховного суда СССР от 29 июля 1958 г. за отсутствием состава преступления.

### Переезд в Казахстан
В 1937 г. жена Зверева случайно узнала от работавшей в НКВД знакомой машинистки, что фамилия Максима Дмитриевича вновь появилась в списках на арест. При помощи Алтайцева Зверев на следующий же день уехал в Москву, откуда по поручению заместителя директора Московского зоопарка П. А. Мантейфеля его временно направили в Алма-Ату помочь открыть зоопарк. В Алма-Ате Максим Дмитриевич работал в должности заместителя директора по научной части Алма-Атинского зоопарка, а позже Алма-Атинского заповедника. Здесь органы НКВД не были знакомы со Зверевым, и это помогло ему благополучно пережить волну арестов.
В 1941 г., с началом Великой Отечественной войны Зверев был призван в ряды Красной Армии. Некоторое время он служил военным диспетчером на Восточносибирской дороге, а затем, по ходатайству Комитета по заповедникам и зоосадам при СНК КазССР, получил бронь и был направлен руководить зоопарком в Алма-Ате и Алма-Атинским заповедником. В 1943 г. Зверев создал в Алма-Ате малую академию юннатов. В том же году был принят в Союз советских писателей Казахстана. Впоследствии избирался членом бюро Совета старейшин и членом Правления Союза писателей.
Продолжал вести научную работу, преподавал в Казахском государственном университете, боролся с браконьерством, добивался прекращения вырубки леса в Заилийском Алатау.
В целях пропаганды природоохранной деятельности и защиты природных богатств написал и опубликовал более тысячи статей и заметок в прессе. Только в защиту горных ельников написал около 80 статей, что способствовало переводу лесных массивов из III в I охраняемую группу в 1968 г.
Руководил Комиссией по охране природы Союза писателей Казахстана, более 10 лет на общественных началах издавал природоведческий сборник «Лик земли». Как учёный, выступал за то, что бережное отношение к природе следует воспитывать с детства. Писал для детей рассказы, сказки, повести о животных.
В 1952 году оставил работу в научных учреждениях и всецело посвятил свое творчество литературе.
Первый его рассказ «Охота на волков» был опубликован ещё в 1917 году, а первая книга «Белый марал», написанная в 1922 году, вышла в свет в 1929-м. Повесть встретили тепло и сочувственно. О ней позитивно отозвался русский советский писатель, преподаватель и журналист Ефим Пермитин. А В. В. Бианки решительно поддержал М. Д. Зверева:

«…Вы, Максим Дмитриевич, волшебник и маг, — потому что сами постигали тайны (без кавычек) природы и великодушно раскрываете их перед всеми людьми-братьями. Совершенствуйтесь в этом жанре художественной литературы — и Вы достойны будете занять своё (оригинальное, как у каждого художника) место даже в мировой литературе. В этом жанре приветствую и благословляю Вас».

Скончался 23 января 1996 года, похоронен на кладбище на проспекте Рыскулова в Алма-Ате.

## Произведения
- «Белый Марал» (Государственное издательство, М., 1929. Илл. А.Борисов)
- «В норах и гнездах» (Западно-Сибирское краевое издательство, Новосибирск, 1937)
- «Лесные встречи» (илл. Туркин А.) — 1937
- «Приключения моих диких друзей» (Алма-Атинский зоопарк, Алма-Ата, 1939)
- «Рассказы о зверях и птицах» (ОмГИЗ, Омск, 1948. Илл. М.Зверев)
- «У лесного костра» (Казахское гос. издательство художественной литературы, Алма-Ата, 1952. Илл. Г.Симкин)
- «Избранное» (Казахское гос. издательство художественной литературы, Алма-Ата, 1956. Илл. К.Баранов)
- «Снежная книга» (илл. Баранов К.) — 1956
- «Там, где белеют палатки юннатов» (илл. Баранов К.) — 1956
- «Ущелье барсов» (илл. Баранов К.) — 1956
- «Конец белого пятна» (илл. Баранов К.) — 1956
- «По родному краю» (илл. Баранов К.) — 1956
- «Охотники за барсами» («Детская литература», М., 1960. Илл. Г.Никольский)
- «Таинственные перья» («Детская литература», М., 1963. Илл. А.Келейников)
- «Лесное бюро погоды» (илл. Домогацкий Д.) — 1967
- «Приключения Кря и Кряка» («Советская Россия», М., 1968. Илл. Ю.Богородский)
- «Хозяин небесных гор» («Детская литература», М., 1972. Илл. А.Келейников)
- «Таинственный похититель» Зверев М. Д., Левашов М. — (илл. Карлов Г.) — 1974
- «Как Мишка научился зверей и птиц уважать» (илл. Карлов Г.) — 1975
- «Тайна двухэтажного города» (Издательство «Жалын» Алма-Ата 1979.)
- «Следы на снегу» («Малыш», М., 1983. Илл. С.Куприянов)
- «За кулисами зоопарка» («Детская литература», М., 1990.)

## Награды и премии
- Орден Трудового Красного Знамени (22 августа 1986)
- Орден «Знак Почёта» (3 января 1959) — за выдающиеся заслуги в развитии казахского искусства и литературы и в связи с декадой казахского искусства и литературы в гор. Москве
- Орден Дружбы народов
- Орден «Знак Почёта»
- Народный писатель Казахской ССР
- Государственная премия Казахской ССР
- Государственная премия Казахской ССР
- Медали

## Международное признание
Произведения печатаются также во Франции, Англии, Испании, Польше, Германии, на Кубе и в других странах мира.

## Память
После его смерти улица Грушевая в Алма-Ате, где практически прошла вся литературная деятельность писателя, названа именем Максима Зверева.